# Carex ploettneriana
Carex ploettneriana är en halvgräsart som beskrevs av Rudolf Beyer. Carex ploettneriana ingår i släktet starrar, och familjen halvgräs. Inga underarter finns listade i Catalogue of Life.